# アイリッシュシチュー
アイリッシュシチュー（英: Irish stew、愛: stobhach/Stobhach Gaelach）は、アイルランドのシチューである。

## 概要

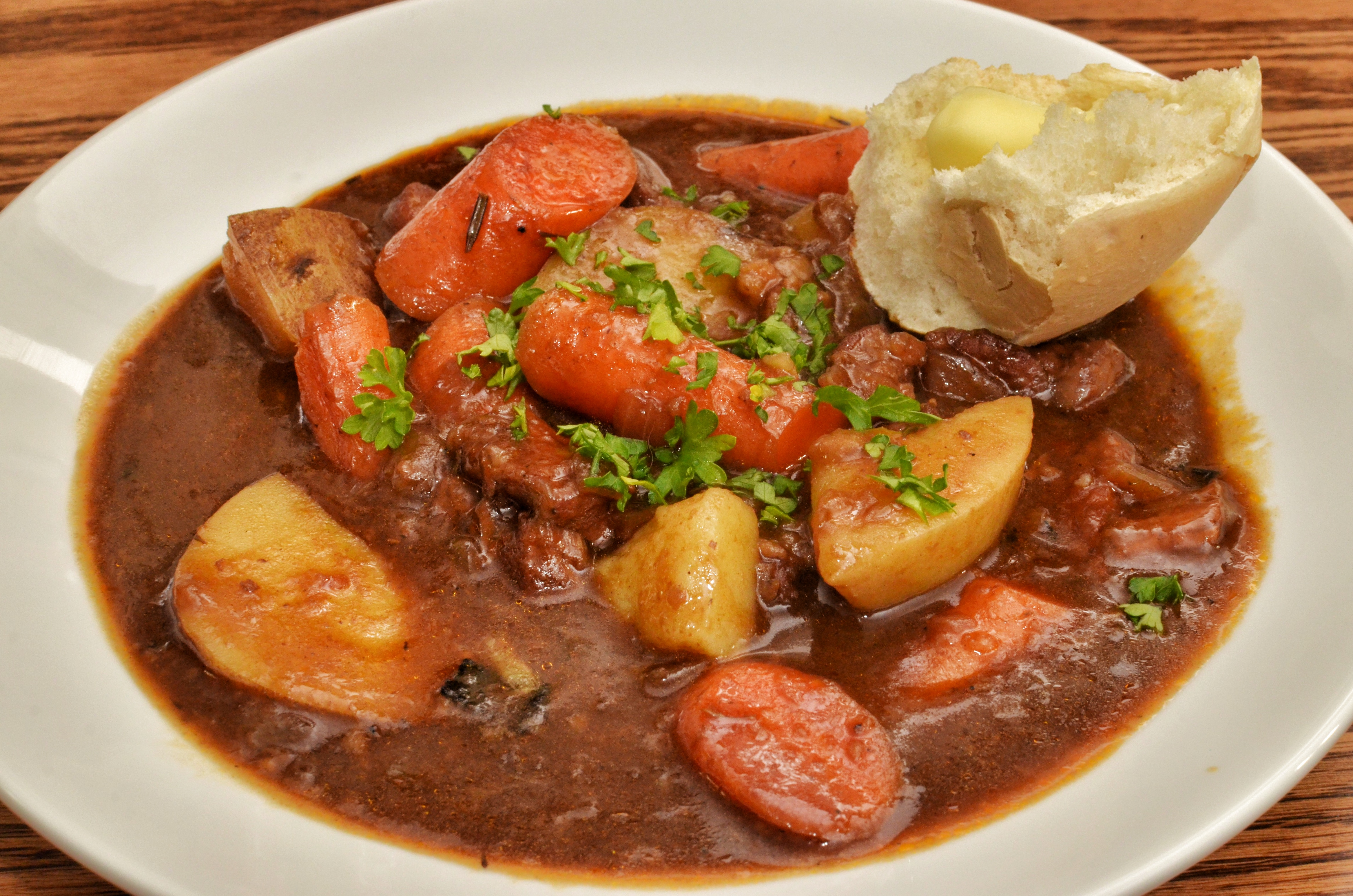
アイリッシュシチュー

アイルランドにおける伝統的な料理であり、家庭の数だけレシピがある。
決まっている食材は、肉とジャガイモ。肉は羊肉（マトン）が伝統的だが、子ヤギ肉あるいは牛肉でもよい。羊肉（マトン）の風味によく合う料理と言われる。伝統的にはマトンか子ヤギの肉が使われるが、手に入りにくい場合は牛肉かラム（子羊の肉）で代用する。
「子羊の肉（ラム）はあまり使用されない」と書かれた時期もあるが、反対に「近年では手に入れやすいラム肉でつくられることが多い」とも。
肉に牛肉を選ぶとビーフシチュー（「アイリッシュ・ビーフシチュー」）になり、牛肉を入れる場合にはビールを入れて肉を柔らかくする。
野菜は、ジャガイモに加えて玉ねぎも入れることは多いが、さらに他の野菜も入れるか入れないか、たとえばニンジンやネギまで入れるか入れないか、は各家庭で異なる。人によってはキャベツ（1 - 2 cm幅に切ったもの）も加える。キャベツまで加えるレベルになると、この一品だけで、もう「完結した食事」となる。
温まりたい時とか、「心地よさ」を感じたい時にぴったりの料理であり、年間を通して親しまれている。アイルランドでは聖パトリックの祝日には皆で食べる、といった印象がある。
パンを添えて食べるとぴったりで、最後に皿に残ったシチューをパンでぬぐってきれいに食べきることもできる。
さまざまなアイリッシュシチュー
- アイリッシュシチューの例
- 例
- 例
- 例
- 例
- 例
- アイリッシュ・ビーフシチュー

## 作り方

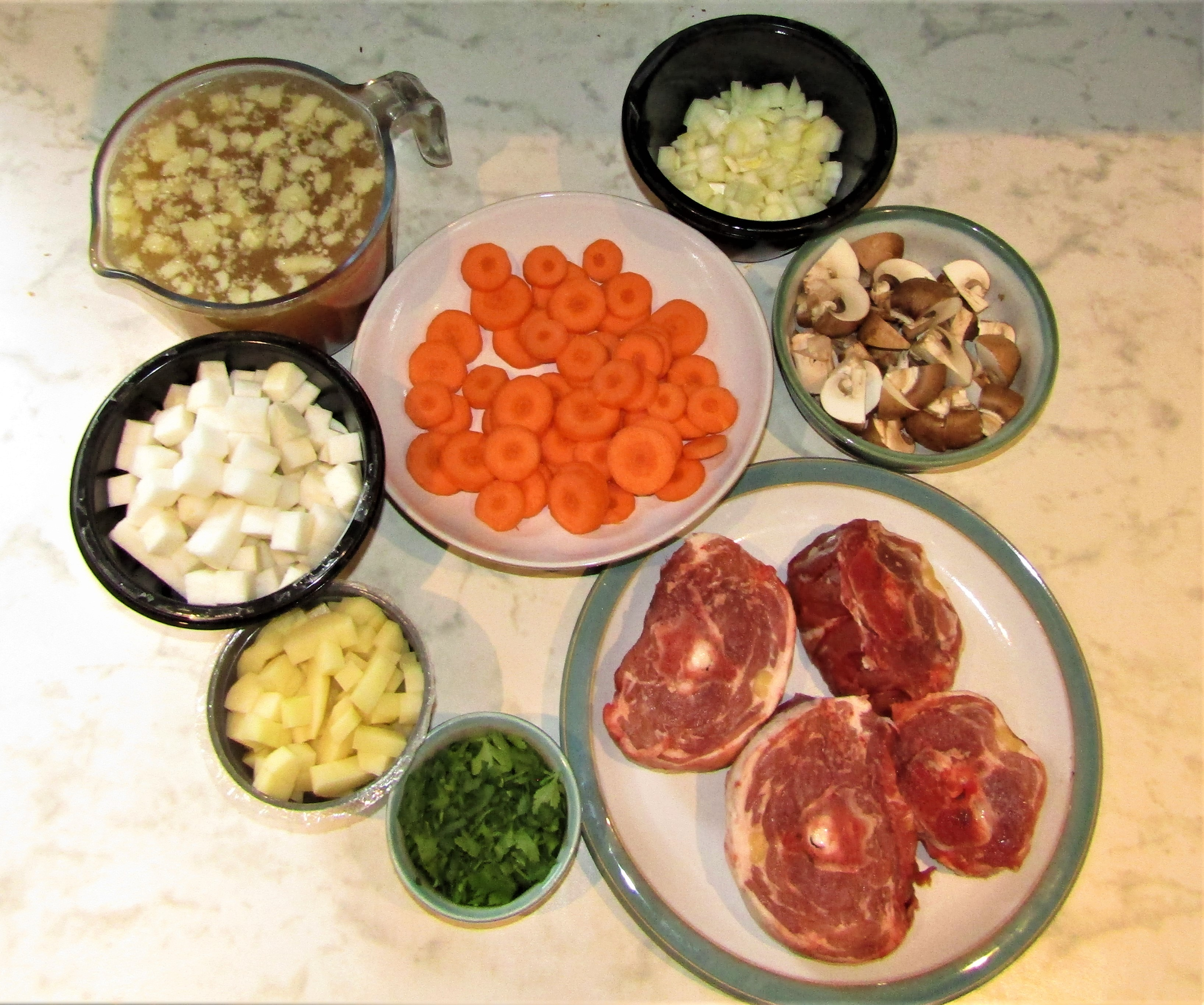
アイリッシュシチューの食材の例

角切りの羊肉（主に首肉が使用される）、輪切りのタマネギ、ジャガイモ、香辛料としてタイム、パセリ 、塩コショウとスープストックで煮たシチュー。切り分けた羊肉、タマネギ、ジャガイモを交互に重ね、弱火で煮込んで完成となる。
材料は炒めず、ブイヨンやルウを加えずに煮込んで白く仕上げる点が特徴である。味付けは基本的に塩コショウで簡素にされるが、家庭によっては牛乳を加えてクリームシチュー風にする場合もある。伝統的には、香辛料で風味と香りを付けたムラサキキャベツのマリネが付け合せにされる。
アイリッシュシチューにニンジンを入れるかどうかについてはアイルランド人の間で意見が分かれている。また、カブによく似た野菜であるターニップが具材に使われることもある。ニンジンやカブなど野菜は別茹でして皿に盛り付けるのが正式な食べ方とされているが、これらの野菜を別茹でするかについても意見が分かれる。

## 日本国内のアイリッシュシチュー
日本国内でアイリッシュシチューとしてメニューに出している店の大半はビーフシチュー（アイリッシュ・ビーフシチュー）であり、伝統的なマトンや子ヤギ肉やラム肉のアイリッシュシチューを出している店は特に限られる。
日本人からは、日本料理の肉じゃがに例えられることがある。
1966年にハウス食品から発売された「クリームシチューミクス」（日本で最初に発売されたシチューミクス）は、開発にあたってアイリッシュシチューが参考にされており、発売当初のパッケージには「IRISH STEW 欧風煮込み料理」の文字も入っていた。